# Intencionalidad colectiva

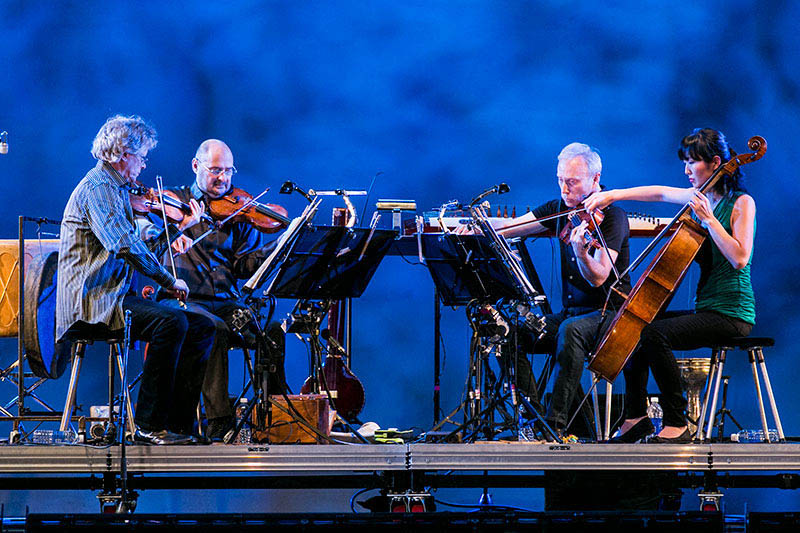
Los miembros de un grupo musical asumen una intencionalidad colectiva para sus interpretaciones

En la filosofía de la mente, la intencionalidad colectiva caracteriza la intencionalidad que se produce cuando dos o más individuos emprenden una tarea juntos. Los ejemplos incluyen dos individuos que llevan una mesa pesada por un tramo de escaleras o que están bailando un tango.

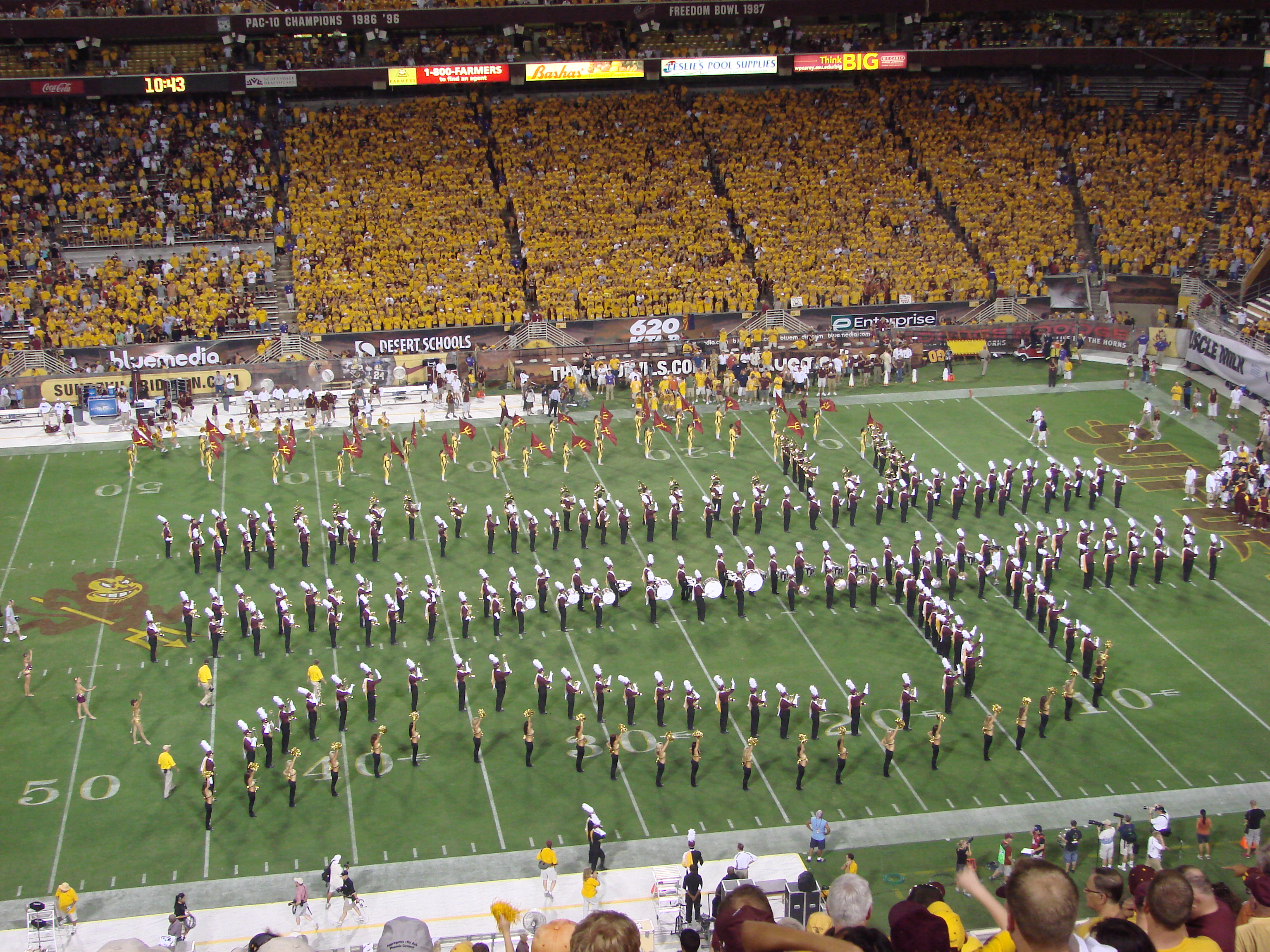
La intencionalidad colectiva demostrada en una formación humana.

## Historia y perspectivas
La noción de que los colectivos son capaces de formar intenciones se puede encontrar, ya sea implícita o explícitamente, en la literatura que se remonta a miles de años. Por ejemplo, los textos antiguos como el de Platón de la República discuten la determinación cooperativa de las leyes y el orden social por el grupo compuesto por el conjunto de la sociedad. Este tema fue posteriormente ampliado en el contrato social, de la teoría a la Ilustración de la época de filósofos como Thomas Hobbes y John Locke. En el siglo XX, pensadores de la talla de Wilfrid Sellars y Anthony Quinton, señalan la existencia de "Intenciones colectivas" en medio de una discusión más amplia del concepto de intencionalidad, y así sentaron las bases para el análisis filosófico de la intencionalidad colectiva que comenzó en la década de 1980.
Este fenómeno se aborda desde perspectivas psicológicas y normativas, entre otras. Los filósofos destacados que trabajan en este campo desde una perspectiva psicológica son Raimo Tuomela, Kaarlo Miller, John R. Searle y Michael E. Bratman. Margaret Gilbert adopta un enfoque normativo relacionado específicamente con la formación de grupos. A David Velleman también le preocupa cómo se forman los grupos, pero su relato carece del elemento normativo presente en Gilbert.

## Raimo Tuomela y Kaarlo Miller

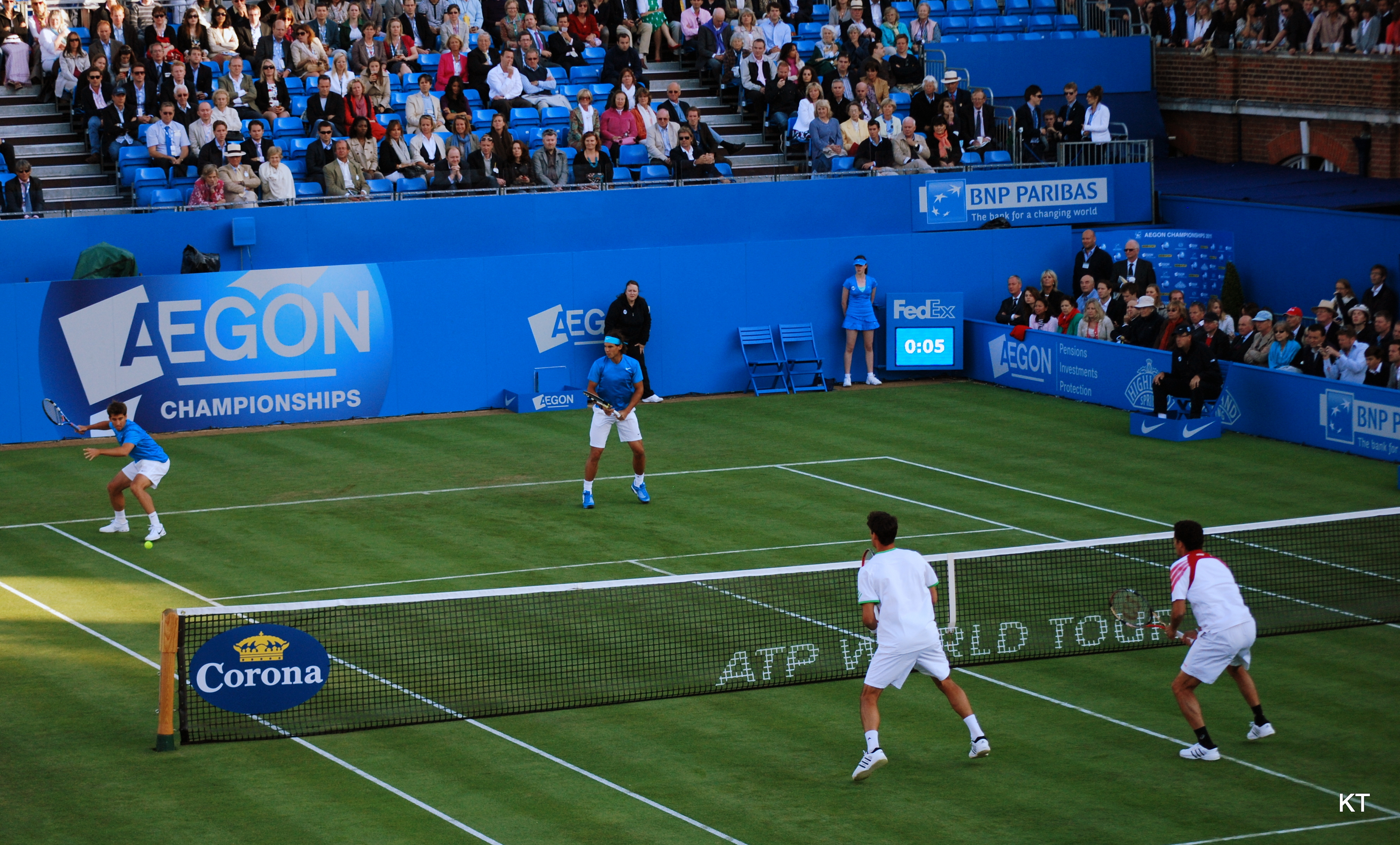
Jugar al tenis requiere una intencionalidad colectiva de los participantes

La discusión filosófica contemporánea sobre la intencionalidad colectiva fue iniciada por Raimo Tuomela y de Kaarlo Miller con su libro Nuestras intenciones. En este documento, Tuomela y Miller afirman tres condiciones necesarias para una intención colectiva, destacando la importancia de las creencias entre los agentes del grupo. Después de citar ejemplos que comúnmente se aceptan que requieren la participación de más de un miembro (cargar una mesa para llevarla al piso de arriba, jugar a tenis, brindar por un amigo, conversar, etc.), establecen sus criterios:
```
 Un miembro (A) de un colectivo (G) intenta hacer una acción de grupo (X) si y solo si:
```

1. (A) tiene la intención de hacer su parte de X
2. (A) cree que lograr X es posible, y que todos los miembros de G tienen la intención de hacer su parte para lograr X
3. (A) cree que todos los miembros de G también creen que lograr X es posible.

Para ilustrar esta idea, imagine que Ana y José intentan llevar una mesa (que es demasiado pesada para que una sola persona la lleve) al piso de arriba. Para que esta acción se califique como una intención colectiva, Ana primero tiene que intentar hacer su parte para llevar la mesa. A continuación, Ana necesita creer que llevar la mesa arriba es posible, y que José tiene la intención de cumplir con su parte. Finalmente, Ana necesita creer que José también crea que llevar la mesa arriba es posible. Si se cumplen todas estas condiciones, entonces Ana y José tienen intenciones colectivas bajo los criterios de Tuomela y Miller.

## John Searle

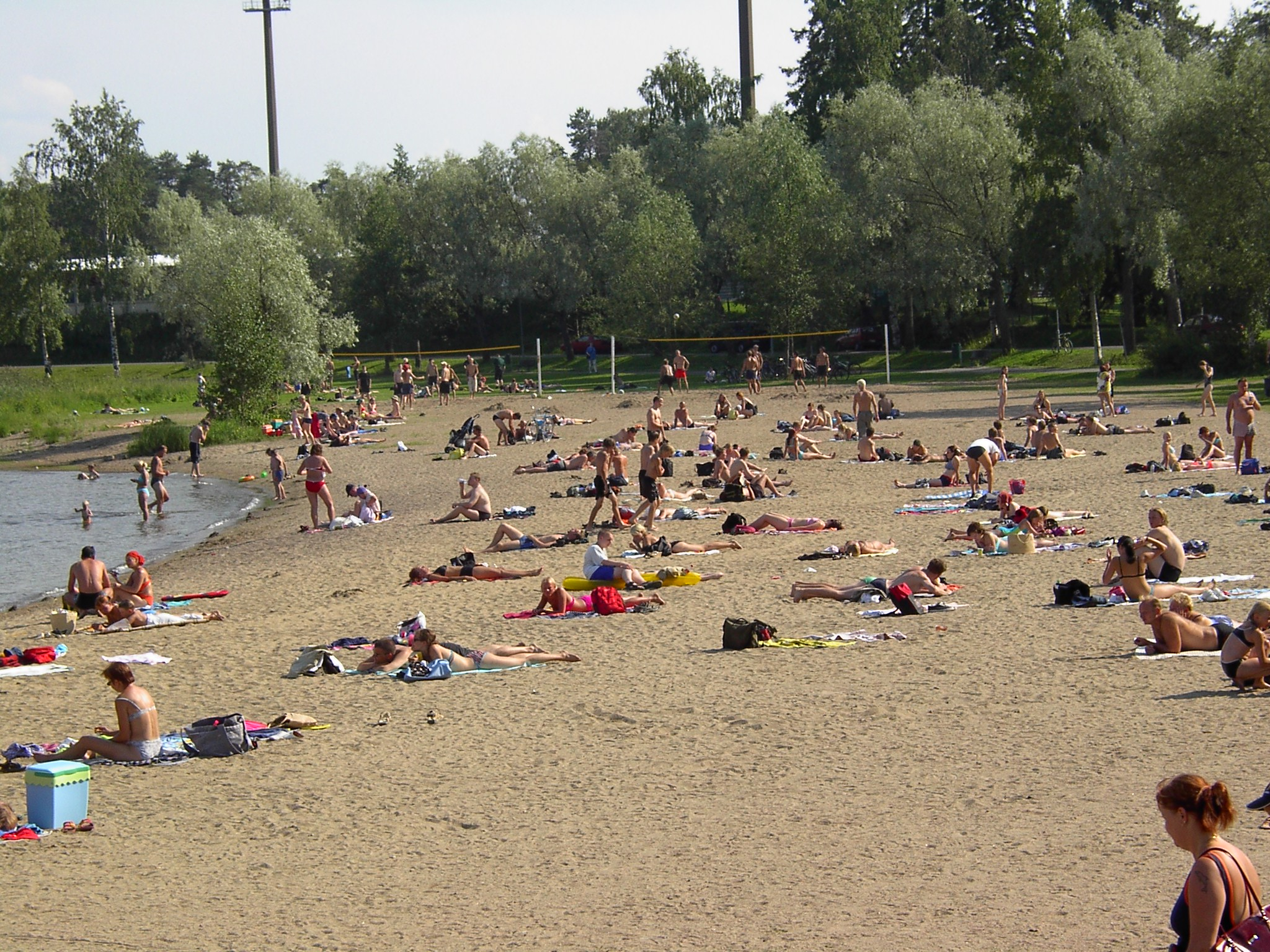
Ir a la playa no tiene en principio una intencionalidad colectiva

El documento de 1990 de John Searle, "Intenciones y acciones colectivas" ofrece otra interpretación de la acción colectiva. En contraste con Tuomela y Miller, Searle afirma que la intencionalidad colectiva es un "fenómeno primitivo, que no puede analizarse como la suma del comportamiento intencional individual". Ejemplifica la distinción fundamental entre "intenciones individuales" e "intenciones colectivas" comparando el caso hipotético de un conjunto de excursionistas y una compañía de danza. Durante una tormenta, cada escursionista corre espontáneamente para cubrirse. Por otro lado, los miembros de la compañía de danza corren a esconderse como parte de una rutina preconcebida. Searle afirma que los excursionistas, cuyas intenciones están orientadas individualmente y simplemente coinciden, no muestran intencionalidad colectiva, mientras que los miembros de la compañía de danza sí lo hacen, porque cooperan deliberadamente entre sí.
La refutación de Searle a la posición de Tuomela y Miller comienza con un contraejemplo que involucra a un grupo de graduados de escuelas de negocios que pretenden perseguir sus propios intereses egoístas, pero creen que al hacerlo, servirán indirectamente a la humanidad. Estos jóvenes empresarios creen que sus compañeros graduados harán lo mismo, pero no cooperan activamente entre sí para lograr sus objetivos. Searle sostiene que este ejemplo cumple con todos los criterios de Tuomela y Miller para la intencionalidad colectiva. Sin embargo, afirma que la intencionalidad colectiva no existe en realidad en tal situación a menos que los graduados hayan organizado y formado un pacto explícito entre ellos para servir a la humanidad a través de acciones de interés propio.
```
 A continuación, especifica dos criterios que deben ser satisfechos por cualquier intencionalidad colectiva:
```

1. "Debe ser consistente con el hecho de que la sociedad no consiste más que en individuos".
2. Debe tener en cuenta que las intenciones de cualquier individuo son independientes de "el hecho de si está haciendo las cosas bien o no".

Aunque un individuo siempre tiene una "intención colectiva", debe hacer referencia fundamental a un colectivo formado junto con los otros individuos. Por ejemplo, dos individuos que, mientras comparten el trabajo de la producción de salsa holandesa, si cada uno cree en la proposición "Estamos haciendo salsa holandesa", han formado una intención colectiva. Esto no existiría si solo mantuvieran las creencias en el sentido de "Me estoy moviendo", o "Estoy vertiendo". Es así, según Searle, que la intencionalidad colectiva no es reducible a la intencionalidad individual.

## Michael Bratman

The Great Wall of Mumbai. La pintura colectiva de murales puede ser un ejemplo de SCA

El documento de 1992 de Michael Bratman, "Actividad cooperativa compartida", sostiene que la actividad cooperativa compartida (SCA) puede reducirse a "Intenciones individuales". En otras palabras, al igual que un individuo puede planear actuar por sí mismo, ese mismo individuo también puede planear que un grupo actúe. Con esto en mente, presenta tres características de la actividad cooperativa compartida:
1. Cada participante debe responder mutuamente a las intenciones y acciones de los demás,
2. Cada participante debe estar comprometido con la actividad conjunta.
3. Cada participante debe comprometerse a apoyar los esfuerzos de los demás.

Un aspecto del argumento de Bratman que apoya estos criterios es la idea de unir subplanes. Bratman afirma que en una actividad cooperativa compartida, los planes secundarios de los individuos no tienen que ser los mismos, pero no pueden entrar en conflicto. Por ejemplo, considere su ejemplo de dos personas que tienen la intención de pintar una casa juntos. Llamemos a estas dos personas Alicia y Rafa. Supongamos que Alicia quiere pintar la casa de rojo y Rafa quiere pintar la casa de azul. Ambos son conscientes de que sus subplanos entran en conflicto, y que el otro también lo sabe. Bratman sostiene que incluso si Alicia y Rafa terminan pintando la casa juntos, no tienen una actividad cooperativa compartida, porque sus subplanos están en conflicto. Además, cada participante también debe comprometerse a tener subplanos que se acoplen. Sin este compromiso, los participantes podrían ignorar los subplanos de otros, lo que lleva a una falta de cooperación. Sin embargo, también afirma que sus subplanos no necesitan ser idénticos. Por ejemplo, supongamos que Alicia quiere usar una pintura barata y Rafa quiere pintura de una ferretería específica. En este caso, hay una manera que ambos subplanos pueden encajar: podrían comprar una pintura barata en la tienda que Rafa elija. Los detalles de la visión de Bratman son los siguientes:
```
 Para una acción cooperativa, nuestra acción J es una SCA si y solo si:
```

1. Hacemos J (de una manera que podría involucrar la cooperación, pero no tiene porque hacerlo)
2. Es de conocimiento común entre nosotros que ambos estamos comprometidos a unir los subplanos y
3. (B) conduce a (A) a través de la capacidad de respuesta mutua (en la búsqueda de completar nuestra acción) de la intención y en la acción.

### Respuestas a Bratman
Un trabajo asociado con Bratman es "Intención compartida, confianza y obligaciones interpersonales compartidas" de Facundo Alonso. Alonso sostiene que la intención compartida es una base para la obligación interpersonal. Comienza el artículo afirmando las características de la acción conjunta, que no incluyen agentes múltiples que actúan individualmente o factores de los movimientos corporales, sino que son acciones compartidas o intenciones colectivas para actuar. Alonso distingue la teoría normativa proporcionada por Gilbert y la teoría descriptiva proporcionada por Bratman. Mientras que Bratman se enfoca en los intentos, Alonso también tiene cuidado en señalar el enfoque de Tuomela y Miller en la acción para describir las raíces de la acción conjunta. Alonso intenta comprometer ambas visiones tomando un camino donde la acción conjunta no es necesariamente un caso normativo o descriptivo. Argumenta a favor de un sistema construido a partir de Bratman que puede tener lugar en una naturaleza descriptiva dirigida por Margaret Gilbert.
Stephen Butterfill ofrece otra respuesta a la opinión de Bratman. Argumenta que la posición de Bratman es incapaz de explicar las interacciones simples entre agentes. Por ejemplo, Butterfill afirma que Bratman no puede explicar las acciones de cooperación entre los niños muy pequeños, que aún no comprenden otras mentes.

## Margaret Gilbert

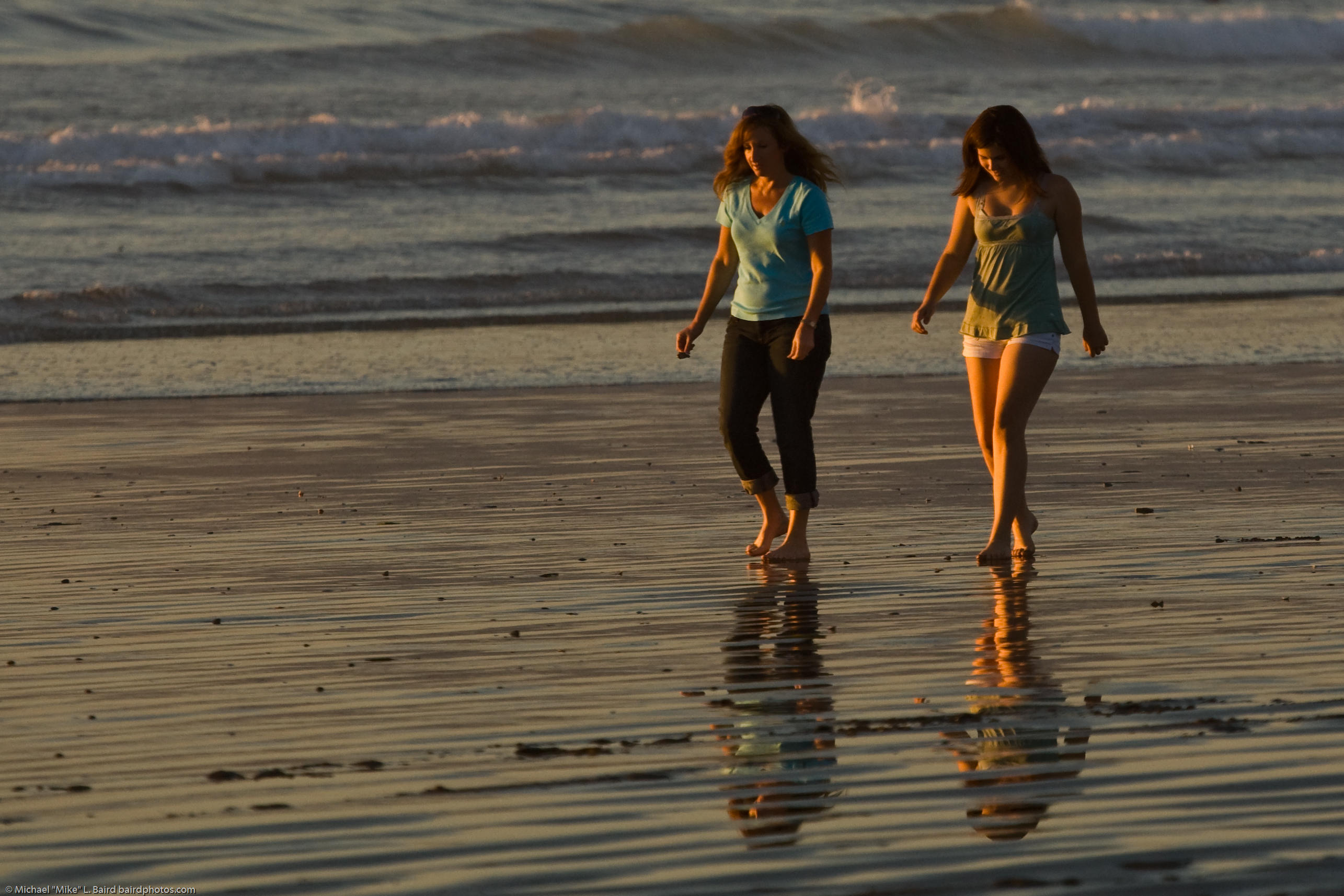
Un fenómeno social paradigmático: dos personas que caminan juntas

Mientras que Bratman defiende una posición descriptiva de la intencionalidad colectiva, otros autores han adoptado un enfoque normativo. Margaret Gilbert en "Caminando Juntos: Un Fenómeno Social Paradigmático", establece las condiciones para que las personas entren, soporten y salgan de actos de intencionalidad colectiva. Gilbert afirma que los grupos sociales en general pueden definirse por algo tan simple como dos personas que caminan juntas. En su análisis, las condiciones básicas para las intenciones colectivas que deben satisfacerse son las siguientes:
1. Las personas deben saber que están firmando un acuerdo al comunicarlo con claridad (incluso si están bajo coacción). Gilbert afirma que este acto de acuerdo es suficiente para establecer una meta para un grupo. Además, el acuerdo agrupa a los agentes que conforman el grupo en un sujeto plural.
2. El acuerdo implica que cada miembro está obligado a completar el objetivo final.
3. Debido a esta obligación implícita, cualquiera y todos los miembros pueden reprender a cualquier otra persona que no cumpla con su parte para completar la meta. El "derecho a reprender" se establece como una característica necesaria de la disposición del grupo. Esto funciona como una herramienta para cada miembro del grupo para asegurar que se logre la meta.
4. Para romper el acuerdo debe haber un consentimiento conjunto entre todos los miembros del grupo.

### Respuestas a Gilbert
Varios filósofos han respondido a la teoría normativa de Gilbert con artículos que consideran obligaciones, promesas y compromisos. Uno de ellos, Christopher McMahon, sostiene que Gilbert ha observado fenómenos conductuales cruciales involucrados en actos de intencionalidad colectiva, pero ha identificado erróneamente la dinámica psicológica subyacente a estos fenómenos. Específicamente, sostiene que los comportamientos que caracterizan la intencionalidad colectiva surgen no de un conjunto de obligaciones mutuas que facilitan un "derecho de reproche", sino de la existencia de una autoridad de facto o de algún tipo de proceso de toma de decisiones sociales. Esta autoridad de facto otorga a una parte el derecho de determinar parcialmente las intenciones de la otra parte.

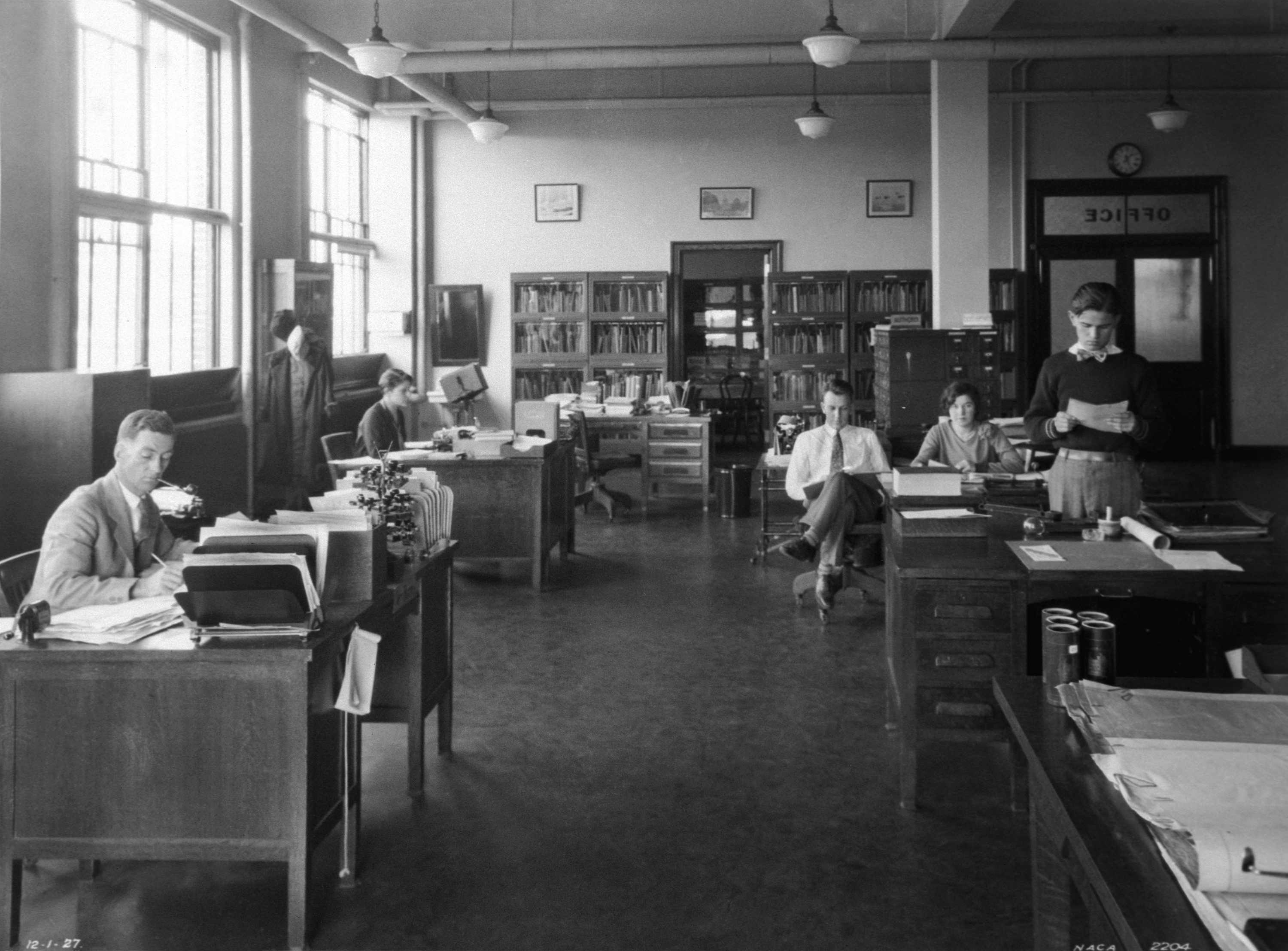
El trabajo en una oficina no supone la creación de un grupo participativo

Facundo M. Alonso establece las condiciones de cómo puede surgir el fenómeno normativo de la intención compartida. Alonso afirma que la intención compartida implica la confianza mutua entre los participantes. Además, aboga por un requisito cognitivo de que cada miembro se proponga públicamente la actividad conjunta. Por lo tanto, Alonso afirma que "las relaciones de confianza mutua generan ... obligaciones interpersonales entre los participantes". Como resultado, las intenciones compartidas generan promesas normativas que se cumplen mediante la confianza mutua y la obligación relevante.
A. S. Roth ofrece sus propias modificaciones a la descripción de intencionalidad de Gilbert. Él también se apoya en una noción normativa para explicar las intenciones colectivas. Sin embargo, en lugar de obligaciones, a Roth le interesan los compromisos. Roth enumera cuatro tipos diferentes de compromiso: participativo, contralateral, ejecutivo y ipsilateral. Roth afirma que los compromisos contralaterales son necesarios para que ocurran acciones conjuntas y que pueden tener un componente moral (aunque no necesariamente). Esto se opone a la afirmación de Gilbert de que las obligaciones encontradas en la actividad conjunta no tienen componente moral.
El trabajo de Christopher Kutz "Actuando juntos" refuta la base de lo que se considera un grupo. Cuando se habla de un grupo, se vuelve común decir que "ellos" hicieron la acción que se considera que el grupo hace. Sin embargo, Kutz explica que cada persona puede tener diferentes niveles de participación en su grupo o en sus esfuerzos grupales. También cuestiona qué obligaciones se considera que cada miembro tiene con el grupo y qué vincula a esas personas con su grupo. Para ilustrar sus objeciones, Kutz describe dos tipos de grupos: ejecutivo y participativo. Un compromiso "ejecutivo" se extendería a aquellos miembros de un grupo que participan con otros de un grupo solo de manera superficial pero que aún llevan el nombre del grupo como título. Esto incluye a las personas que trabajan en una oficina o en una línea de montaje. Un grupo "participativo" está involucrado directamente con el proceso y los resultados finales de una acción. Se asume que cada miembro tiene al menos algún conocimiento de todos los planes y sub-planes para las acciones tomadas por el grupo. Esto abre a Kutz a una discusión sobre quién, dentro del grupo, puede ser considerado responsable de las acciones del grupo.

## J. David Velleman

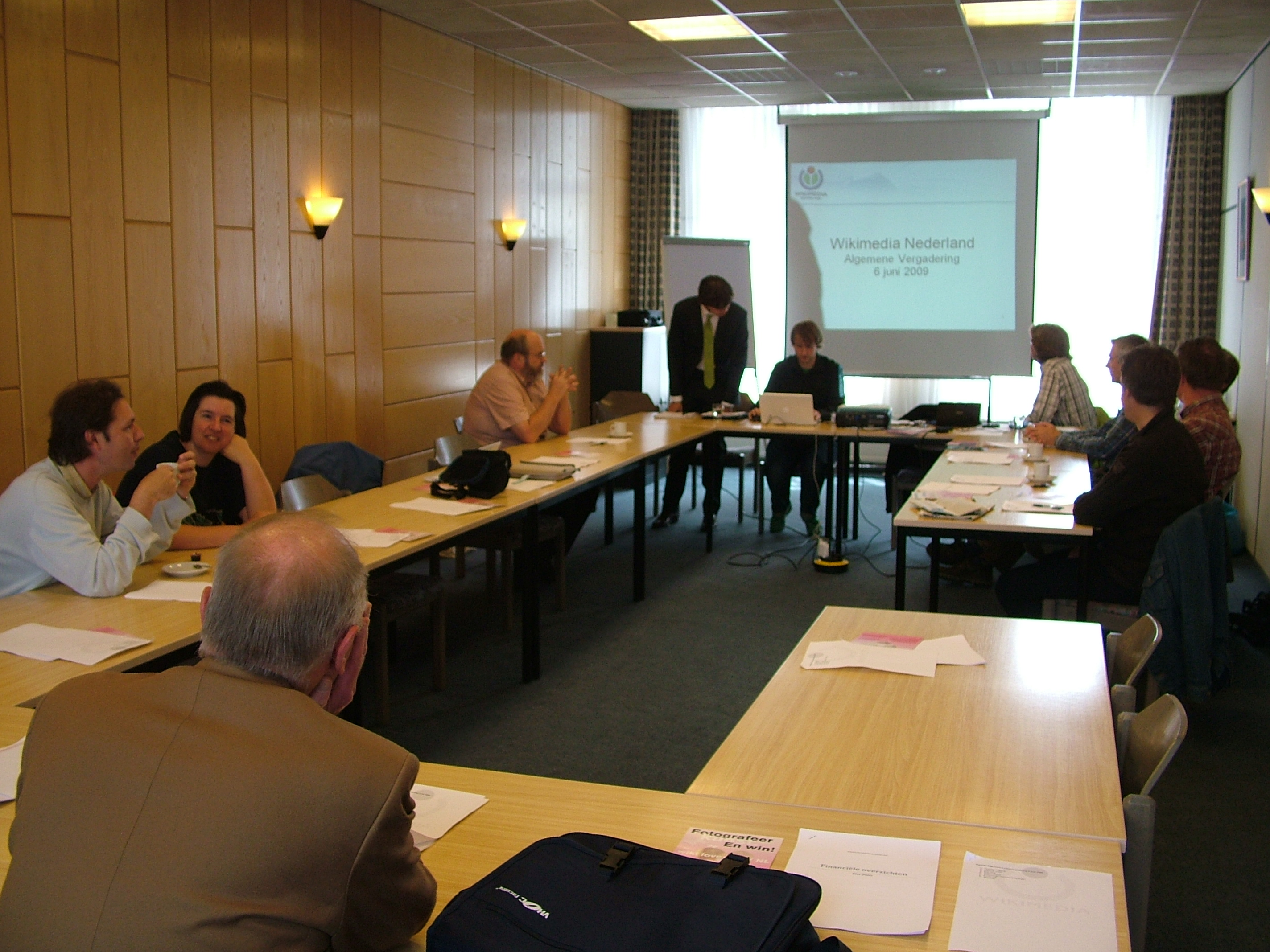
La toma de la palabra en las reuniones puede generar una voluntad colectiva

J. David Velleman proporciona una reacción a Gilbert así como a Searle. Velleman se preocupa por explicar cómo un grupo es capaz de tomar una decisión o, como él dice, "cómo ... varias mentes diferentes (pueden) someterse a un solo invento". Con ese fin, retoma la noción de Gilbert de la "reserva de voluntades", es decir, "una sola voluntad forjada a partir de las voluntades de diferentes individuos". Sin embargo, según Velleman, Gilbert no explica cómo se puede formar tal cosa. Para resolver este problema, recurre a una parte de la teoría de intenciones de Searle, a saber, que "la intención es una representación mental que causa el comportamiento al representarse a sí mismo como causante".
Velleman explica que, dado que una representación es capaz de causar un comportamiento y los actos de habla son una forma de representación, es posible que un acto de habla cause una conducta. Es decir, decir algo puede hacer que uno haga eso. Así, un acto de habla puede, en sí mismo, ser una intención. Esto es crítico para él para que el caso de que un agente, después de haber tomado una decisión o un acto de habla previsto, pueda "permanecer decidido". En otras palabras, ese agente puede continuar con la intención después de que se haya realizado el acto de habla. Con esto, Velleman muestra cómo un agente puede tomar una decisión para un grupo. Si un agente emite una intención condicional, y otro agente emite una intención que cumple las condiciones presentes en la declaración anterior, entonces el segundo agente ha decidido efectivamente la pregunta para el primer agente. Por lo tanto, una única voluntad colectiva se ha formado a partir de múltiples voluntades individuales.
Por lo tanto, Velleman sostiene que la intención colectiva no es la suma de múltiples intenciones individuales, sino una intención compartida. Esto se logra percibiendo que las intenciones existen fuera de la mente de un individuo y dentro de una declaración verbal. Las declaraciones verbales tienen poder causal debido al deseo de no hablar falsamente.

## Natalie Gold y Robert Sugden
La intencionalidad colectiva también se ha abordado a la luz de las teorías económicas, incluida la teoría de juegos. Según Natalie Gold y Robert Sugden, los esfuerzos para definir las intenciones colectivas como intenciones individuales y creencias relacionadas (como las de Tuomela & Miller y Michael Bratman) fracasan porque permiten que las acciones obviamente no cooperativas se consideren cooperativas. Por ejemplo, en muchos juegos simples analizados por la teoría de juegos, se cuenta que los jugadores actúan conjuntamente cuando alcanzan el equilibrio de Nash, aunque ese estado de equilibrio no sea óptimo ni se logre de manera cooperativa. En el dilema del prisionero, el equilibrio de Nash se produce cuando cada jugador se enfrenta al otro, aunque ambos lo harían mejor si cooperaran.
El juego normal para el dilema de los prisioneros se muestra a continuación:
|                                              | Prisionero B permanece en silencio (coopera)     | Prisionero B traiciona                           |
| Prisionero A permanece en silencio (coopera) | Cada uno sufre 1 mes de condena                  | Prisionero A: 12 meses Prisionero B: queda libre |
| Prisionero A traiciona                       | Prisionero A: queda libre Prisionero B: 12 meses | Cada uno 3 meses                                 |

La teoría de juegos estándar basa la racionalidad en el interés personal individual y, por lo tanto, predice que todos los agentes racionales elegirán la traición. Sin embargo, como señalan Gold y Sugden, entre el 40 y el 50 por ciento de los participantes en los ensayos del dilema del prisionero, en cambio, eligen cooperar. Argumentan que al emplear el razonamiento, un equipo de personas puede intentar actuar de manera racional para lograr el resultado que ellos, como grupo, desean. Los miembros de un grupo razonan con el objetivo de lograr no "lo que es mejor para mí", sino "lo que es mejor para nosotros". Esta distinción se basa en la afirmación de Searle de que "la noción de una intención de nosotros ... implica la noción de cooperación". Como resultado, si cada prisionero reconoce que él o ella pertenece a un equipo, él o ella concluirá que la cooperación es lo mejor para el grupo.